# Kanín
Kanín je vesnice v okrese Nymburk, je součástí obce Opolany. Nachází se asi 1,7 km na jihozápad od Opolan. Prochází tudy železniční trať Velký Osek – Choceň. Kolem vesnice protéká řeka Cidlina. Je zde evidováno 111 adres.

## Historie
První písemná zmínka o vesnici pochází z roku 1227.